# Francisco Mancebo Pérez
Francisco Mancebo Pérez   (Madrid, 9 de març de 1976) és un ciclista espanyol, professional des del 1998. Actualment corre a l'equip Al-Raed Saudi Club.

## Biografia
Francisco Mancebo, criat a Navaluenga, és un dels productes de l'escola de ciclisme de la Fundació Provincial Esportiva Víctor Sastre, situada a El Barraco (Àvila).
Passà al professionalisme el 1998 de la mà de l'equip Banesto, equip en el qual es mantingué, tot i els diferents noms adoptats per l'equip, fins a finals del 2005. En el seu primer any com a professional destaca en guanyar el Trofeu Comunitat Foral de Navarra i acabar segon en una etapa de la París-Niça. El 2000 guanya la Clásica de los Puertos de Guadarrama per davant de Fernando Escartín, Roberto Heras i Carlos Sastre. A més va fer una molt bona París-Niça, en acabar 3r de la general, i va guanyar la classificació dels joves del Tour de França. El 2001 i el 2002 es va anar consolidant com a ciclista complet i que superava fàcilment la muntanya.
El 2002 va obtenir bons resultats: guanyador de la Volta a Burgos, 5è de la Volta a Castella i Lleó, 7è al Tour de França o 8è de la Volta a Catalunya. El 2003 va guanyar la Volta a Castella i Lleó i la Clàssica dels Alps.
El 2004 va obtenir uns resultats excel·lents, en guanyar el Campionat d'Espanya en ruta i una etapa a la Volta a Espanya. A més finalitzà sisè el Tour de França i 3r la Volta a Espanya. El 2005 serà el seu darrer gran any. Subcampió d'Espanya, va ser 4t al Tour de França i a la Volta a Espanya guanyà una etapa, a banda de tornar a pujar al podi després de la desqualificació de Roberto Heras per dopatge.
El 2006 va canviar d'equip i fitxà per l'AG2R Prévoyance però gran part de la temporada la passà inactiu en ser identificat en el marc de l'Operació Port, per la Guàrdia Civil, com a client de la xarxa de dopatge liderada per Eufemiano Fuentes. Mancebo fou vetat per l'organització del Tour de França, tot i que no fou sancionat esportivament, doncs les autoritats judicials espanyoles no facilitaren les proves als diferents organismes esportius internacionals. Això no obstant, el fet d'estar implicat amb l'afer provocà que hagués de córrer amb equips de la categoria Continental, fora del ProTour.
El 2007 tornà a córrer, aquesta vegada a l'equip Relax-GAM, on coincidí amb altres ciclistes identificats en l'Operació Port com a clients de la xarxa de dopatge d'Eufemiano Fuentes: Óscar Sevilla i Santi Pérez. Va aconseguir alguns bons llocs, 4t a la Volta a Astúries, 6è de la Volta a Catalunya, 4t de la Ruta del Sud, i la victòria a la Volta a Chihuahua, però no va poder córrer les grans proves.
El 2009 passà a córrer amb l'equip nord-americà de categoria Continental Rock Racing, on va coincidir novament amb altres ciclistes identificats en l'Operació Port: Tyler Hamilton, Óscar Sevilla i José Enrique Gutiérrez. A causa del limitat calendari del seu nou equip compaginà la carretera amb la bicicleta de muntanya.
El 2010 el seu calendari es va veure encara més reduït en requalificar-se el seu equip com a amateur. Això va fer que fitxés per l'equip grec Heraklion Kastro-Múrcia que havia rebut el suport del Govern de la Regió de Múrcia per fitxar ciclistes espanyols.

## Palmarès en ruta
- 1997
  - Vencedor d'una etapa de la Volta al Bidasoa
- 1998
  - 1r al Trofeu Comunitat Foral de Navarra
- 2000
  - 1r a la Volta a Castella i Lleó i vencedor d'una etapa
  - 1r a la Clásica de los Puertos de Guadarrama
  - Vencedor d'una etapa de la Ruta del Sud
  -  1r de la Classificació dels joves del Tour de França
- 2002
  - 1r a la Volta a Burgos
- 2003
  - 1r a la Volta a Castella i Lleó
  - 1r a la Clàssica dels Alps
- 2004
  -  Campionat d'Espanya en ruta
  - Vencedor d'una etapa de la Volta a Alemanya
- 2005
  - Vencedor d'una etapa de la Volta a Espanya
- 2007
  - 1r a la Volta a Chihuahua
  - Vencedor d'una etapa de la Volta per un Xile Líder
- 2008
  - 1r a la Volta a Chihuahua
- 2009
  - 1r a la Volta a Astúries i vencedor d'una etapa
  - 1r al Tour de Utah i vencedor d'una etapa
  - Vencedor d'una etapa de la Volta a Califòrnia
- 2010
  - 1r al Tour de Guadalupe i vencedor d'una etapa
- 2011
  - 1r al Tour de Beauce i vencedor d'una etapa
  - 1r a la Redlands Bicycle Classic i vencedor d'una etapa
  - 1r al Sea Otter Stage Race i vencedor de 2 etapes
  - 1r al Tour de Gila i vencedor de 2 etapes
  - 1r a la Cascade Cycling Classic i vencedor d'una etapa
  - Vencedor d'una etapa de la Joe Martin Stage Race
- 2012
  - 1r al Tour de Battenkill
  - 1r a la Joe Martin Stage Race i vencedor d'una etapa
  - 1r a la Cascade Cycling Classic i vencedor d'una etapa
  - Vencedor d'una etapa al Tour de Beauce
  - Vencedor d'una etapa de la Tucson Bicycle Classic
- 2013
  - 1r a la Redlands Bicycle Classic i vencedor d'una etapa
  - Vencedor d'una etapa del Tour de Gila
  - Vencedor d'una etapa del Tour de Beauce
  - Vencedor d'una etapa del Tour de Utah
- 2014
  - 1r al Tour de Kumano i vencedor d'una etapa
- 2015
  - 1r al Volta a Egipte i vencedor d'una etapa
  - 1r a la Jelajah Malaysia i vencedor d'una etapa
  - Vencedor d'una etapa de la Cascade Cycling Classic
- 2016
  - Vencedor d'una etapa al Tour d'Alberta
- 2017
  - Vencedor d'una etapa al Redlands Bicycle Classic
- 2019
  - 1r a la Ronda Pilipinas i vencedor d'una etapa
- 2021
  - 1r a l'Oita Urban Classic
- 2025
  - Vencedor d'una etapa al Tour de Sahel

### Resultats al Giro d'Itàlia
- 2000. 20è de la classificació general

### Resultats al Tour de França
- 1999. 28è de la classificació general
- 2000. 9è de la classificació general.  1r de la Classificació dels joves
- 2001. 13è de la classificació general
- 2002. 7è de la classificació general
- 2003. 10è de la classificació general
- 2004. 6è de la classificació general
- 2005. 3r de la classificació general, després de la desqualificació de Jan Ullrich, per dopatge, el febrer del 2012, que havia quedat 3r

### Resultats a la Volta a Espanya
- 2002. Abandonament (9a etapa)
- 2003. 5è de la classificació general
- 2004. 3r de la classificació general
- 2005. 3r de la classificació general. Vencedor d'una etapa

## Palmarès en ciclisme de muntanya
- 2009
  -  Campió d'Espanya en Marató
- 2010
  -  Campió d'Espanya en Marató
- 2014
  -  Campió d'Espanya en Marató
- 2016
  -  Campió d'Espanya en Marató